# Wulsdorf
Wulsdorf, Bremerhaven-Wulsdorf – dzielnica miasta Bremerhaven w Niemczech, w okręgu administracyjnym Süd, w kraju związkowym Brema. 